# جويو (كيوتو)
مدينة جويو (بالإنجليزية: Jōyō)‏ هي أحد المدن التابعة لمحافظة كيوتو. تأسست رسميًا في 03/05/1972. ويقدر عدد سكانها بـ 80795 نسمة حسب تقدير مكتب الإحصاء الياباني لعام 2012. تبلغ مساحة جويو 32.74 كم2. بكثافة سكانية تبلغ 2468 نسمة/كم2.

## توأمة
لجويو (كيوتو) اتفاقيات توأمة مع:
- فانكوفر

## أعلام
- كوج هيروسي
- ريوتا موريأوكا